# 貝拉特·阿爾巴伊拉克
貝拉特·阿爾巴伊拉克（1978年2月21日—）是土耳其商人和從政者，2015年至2018年擔任土耳其能源與天然資源部長，2018年改任財政部長。他是土耳其總統雷杰普·塔伊普·埃尔多安的女婿。
阿爾巴伊拉克於2004年與艾斯拉·埃爾多安結婚。
2017年土耳其通過修改憲法後，從2018年新一屆國會開始，政府各部長不得同時兼任國會議員，因此阿爾巴伊拉克在接受財政部長一職後辭任國會議員。
2020年11月8日，阿爾巴伊拉克以健康理由請辭財政部長之職，次日獲得接納。